# Гринер, Рон
Рональд Гринер (англ. Ronald Greener; 31 января 1934, Изингтон, Дарем — 19 октября 2015, Дарлингтон, Северо-Восточная Англия) — английский футболист, играл на позиции центрального защитника.

## Биография

### Игровая карьера
Дебютировал в Первом дивизионе за «Ньюкасл Юнайтед» 3 октября 1953 года в матче с клубом «Чарльтон Атлетик», который «сороки» проиграли со счётом 2:0.
В 1955 году перешёл в «Дарлингтон», команду из Третьего дивизиона. В составе «квакеров» он сразу стал основным игроком и сыграл подряд 131 матч в стартовом составе, а эта серия закончилась в феврале 1958 года, когда он не смог поехать на гостевой матч из-за сильного снегопада. Всего сыграл за «Дарлингтон» во всех турнирах 490 матчей, благодаря чему является рекордсменом по количеству проведённых матчей за клуб.

### Смерть
Скончался 19 октября 2015 года в Дарлингтоне в возрасте 81 года.